# Stenocharta oviplaga
Stenocharta oviplaga là một loài bướm đêm trong họ Geometridae.